# Дворец Разумовского на Мойке
Дворец Разумовского (главный корпус Университета имени А. И. Герцена) — памятник архитектуры. Расположен в Санкт-Петербурге, современный адрес дома — набережная реки Мойки, 48, университетский корпус 5 (48-50-52, литера А).

## Предыстория
При Петре I на участке была усадьба адмирала Ф. Апраксина. В 1730-е годы В. Растрелли построил на этом участке большой деревянный дворец на каменном фундаменте для графа Лёвенвольде. Место для дворца граф выбрал не случайно, по соседству стояла усадьба его любовницы Н. Ф. Лопухиной. Граф был приближённым Анны Иоановны, и после прихода к власти Елизаветы Петровны его отправили в ссылку, а дворец передали в казну. В 1743 году дворец был подарен бывшему фавориту императрицы А. Я. Шубину, но тот, учтя своё положение, уехал из столицы, решив, что оставаться в ней небезопасно.
В 1749 году участок получил Кирилл Григорьевич Разумовский. В 1760 году ветхое строение было решено разобрать, в «Санкт-Петербургских ведомостях» было дано объявление, «Графа К. Г. Разумовского деревянный дом на каменном фундаменте желающим разобрать, перевезти и поставить на Крестовском острову… явиться могут в домовой канцелярии».
Первая домовая церковь во имя св. Троицы была освящена в здании 1752 году, в двусветном зале западного крыла.

## Современное здание
В 1762—1766 годах на участке по проекту А. Ф. Кокоринова (заканчивал строительство Ж. Б. Валлен-Деламот) был построен новый трёхэтажный дворец в стиле, переходном от барокко к классицизму.
Композиция здания была искажена в результате перестроек XIX века, но всё же близка к сооружениям в загородных царских имениях. В ней доминирует центральный массив, ансамбль строго симметричен. В оформлении фасада использовано множество тонко прорисованных барельефов. Здание стоит в глубине участка, его главный фасад украшен шестью коринфскими колоннами над аркадами цокольного этажа, на которых расположены антаблемент и высокий ступенчатый аттик. Перед фасадом двумя флигелями образован парадный двор, со стороны Мойки он был огорожен каменной оградой с монументальными воротами. Ограда и ворота были расчленены колоннами ионического ордера, антаблемент над средней проезжей частью, более широкой, лишён архитрава и изогнут в полукруглую дугу. У садового фасада сильно выступают ризалиты, в центре стоят четыре колонны коринфского ордера, лепные детали повторяют мотивы оформления главного фасада. Во дворе со стороны Казанской улицы сохранилась часть регулярного сада, разбитого в первой половине XVIII века (что делает здание одним из немногих образцов сохранившихся городских усадеб в глубине участка и с регулярными садами).

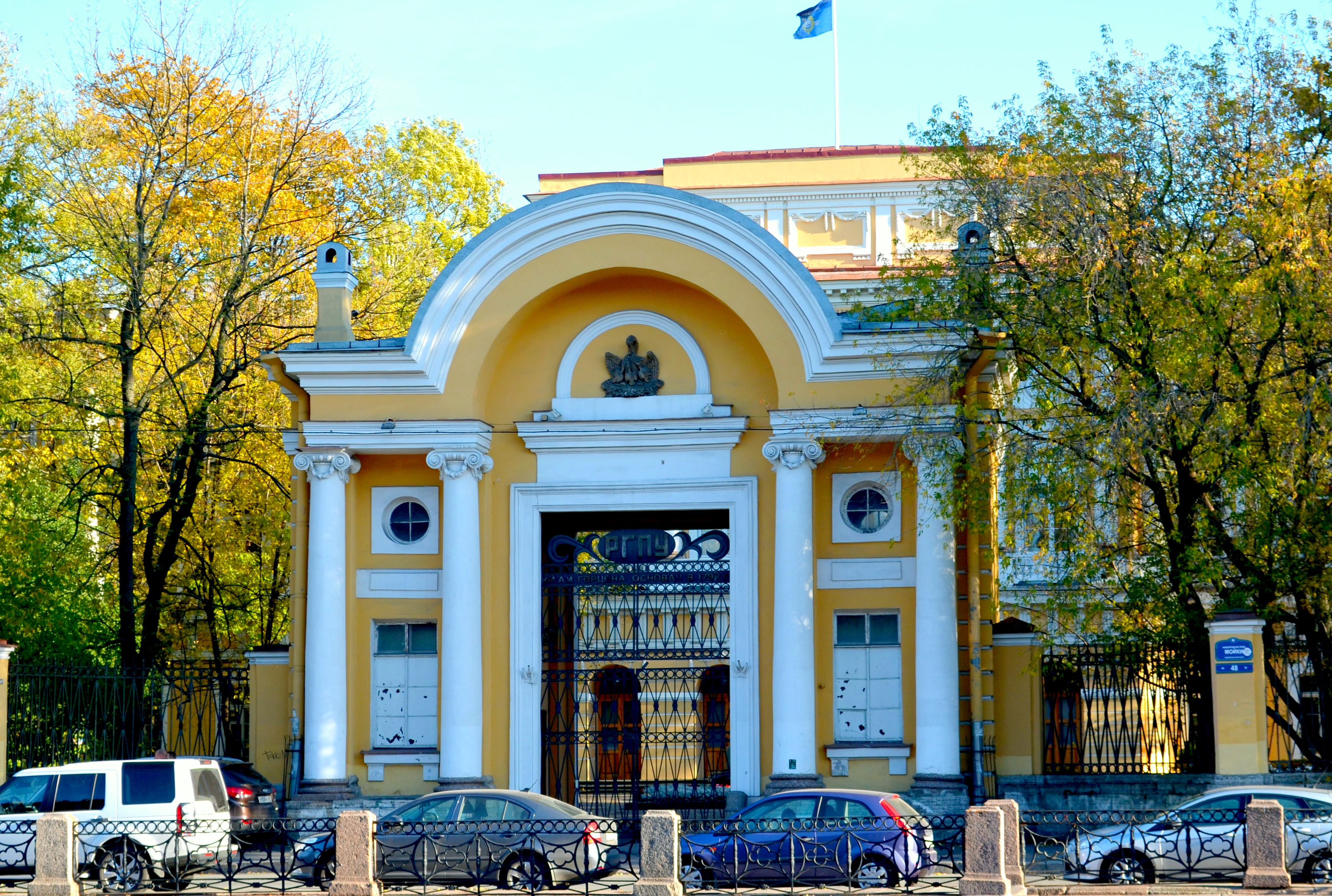
Ворота здания,  Объект культурного наследия народов РФ федерального значения. Рег. № 781510386240236 (ЕГРОКН). Объект № 7810587014 (БД Викигида)
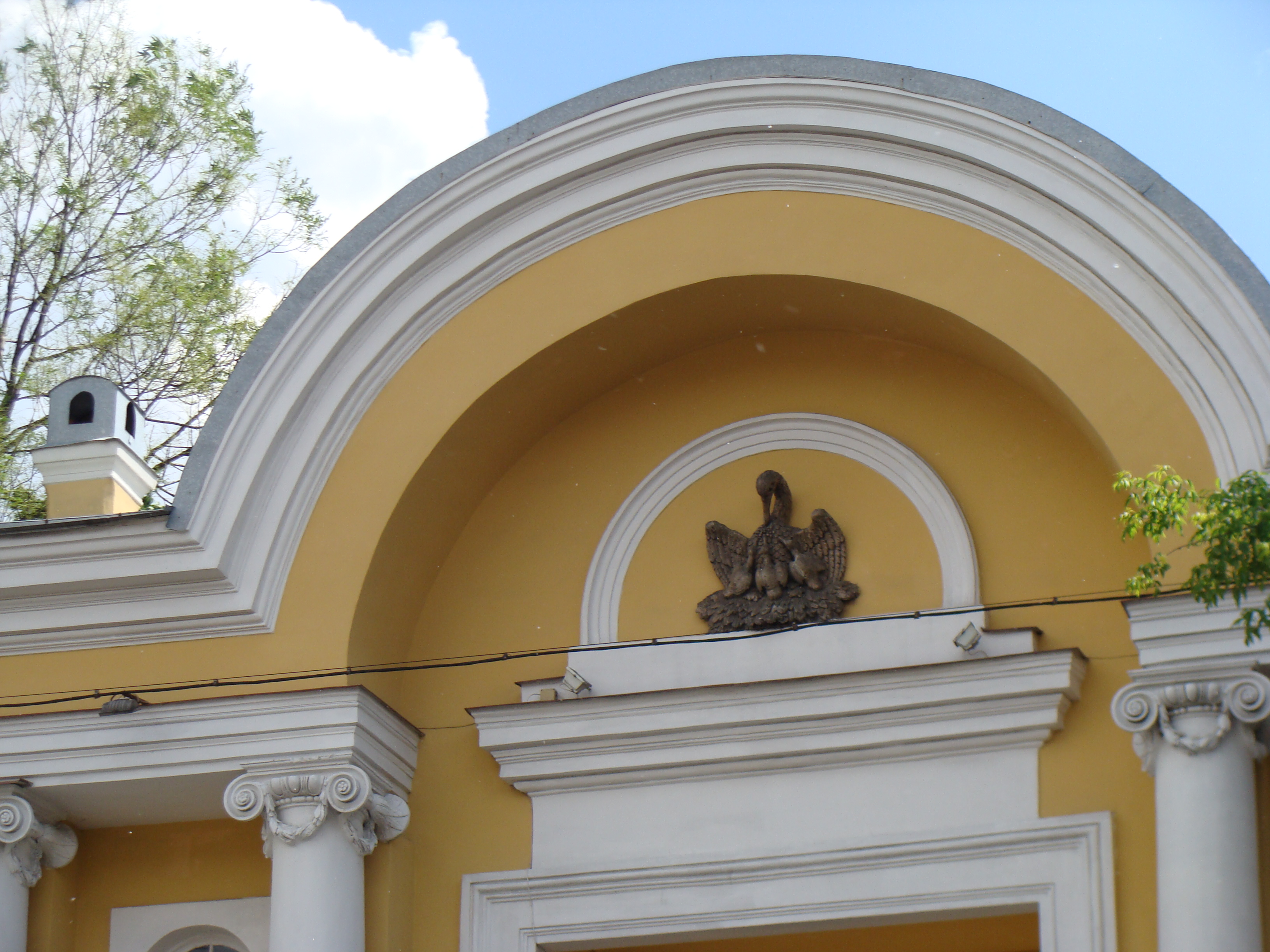
Антаблемент над средней проезжей частью, более широкой, лишён архитрава и изогнут в полукруглую дугу
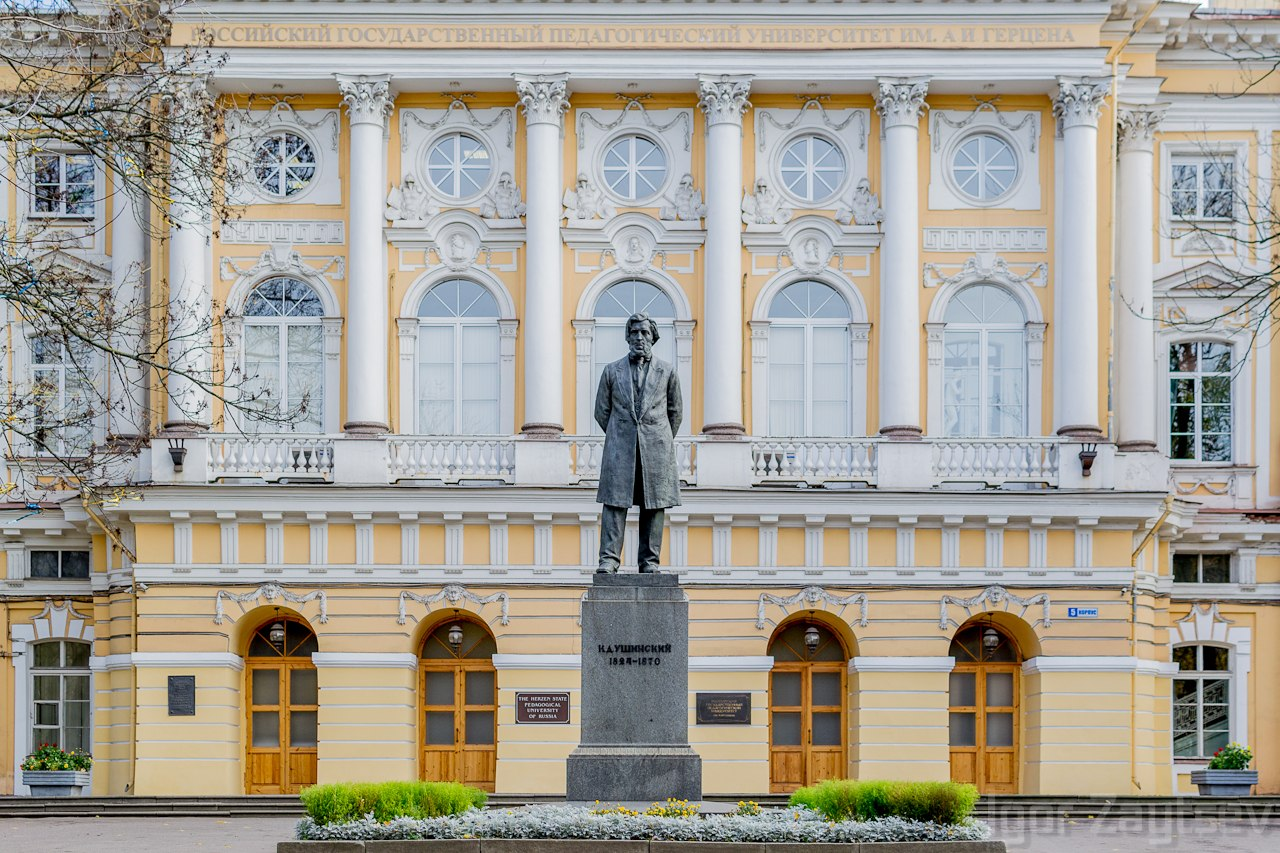
Шестиколонный портик главного фасада и памятник Ушинскому
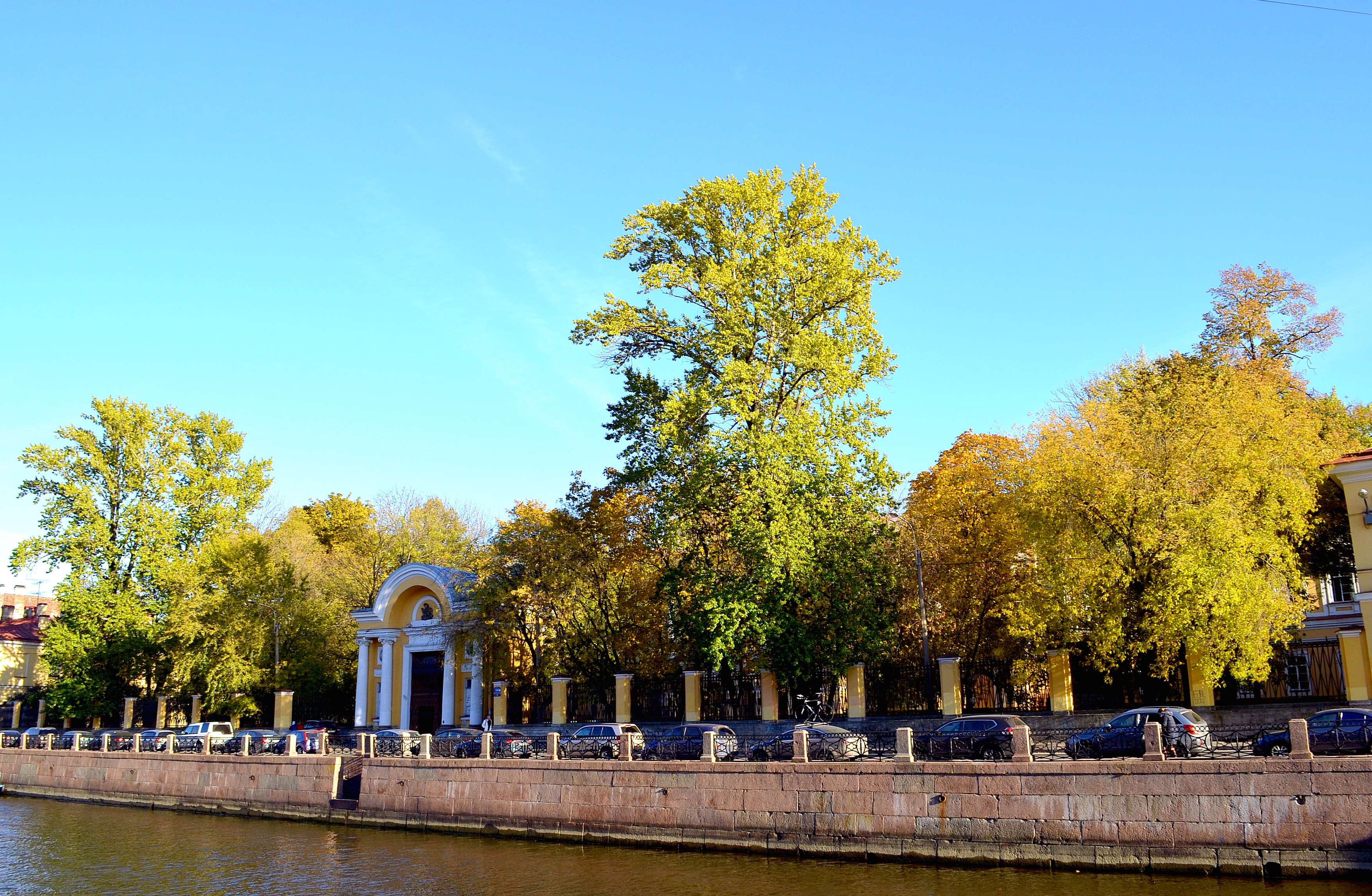
Сад парадного двора,  Объект культурного наследия народов РФ федерального значения. Рег. № 781520386240266 (ЕГРОКН). Объект № 7810587021 (БД Викигида)
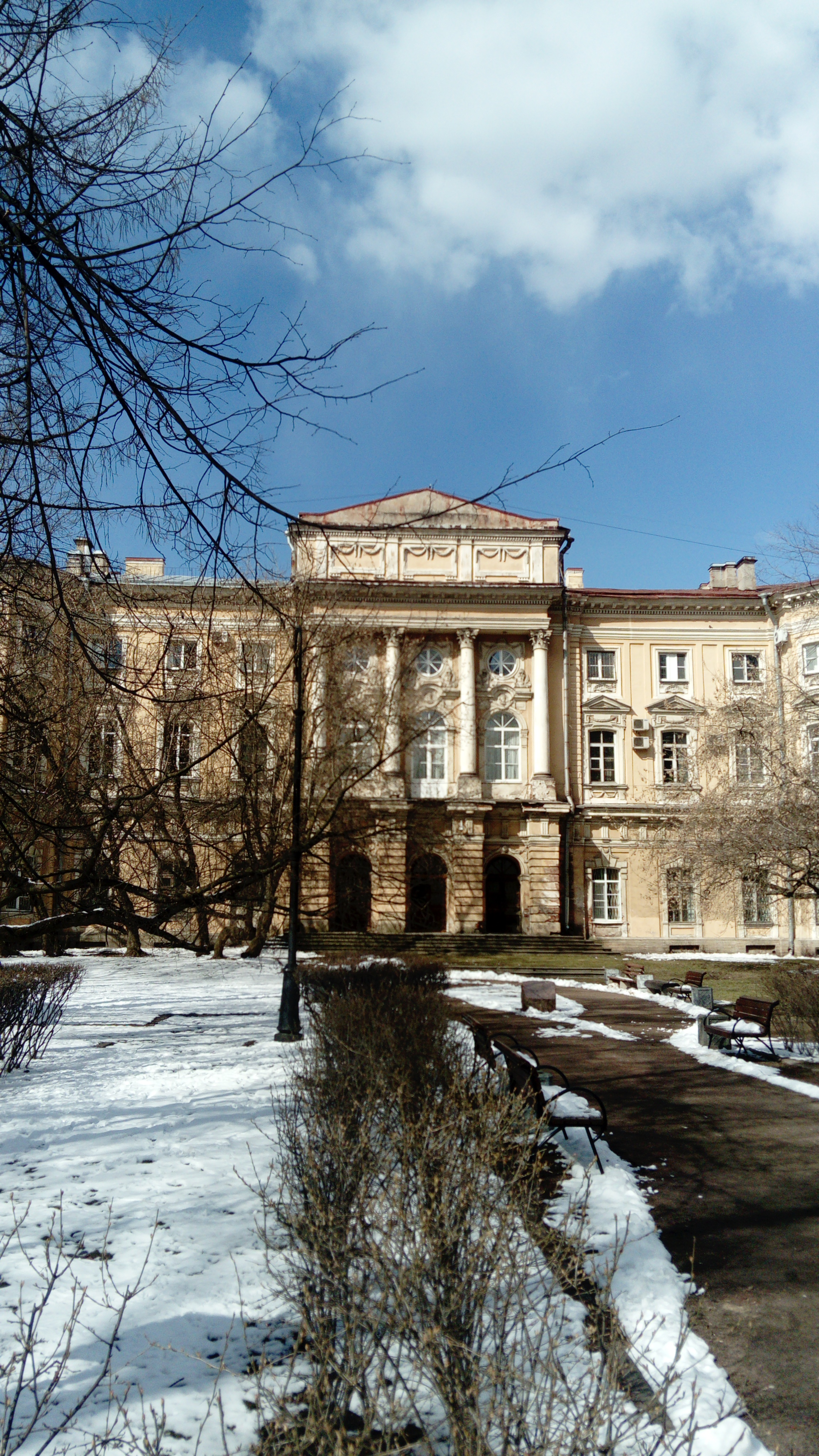
Садовый фасад; перед ним — Старый сад,  Объект культурного наследия народов РФ федерального значения. Рег. № 781520386240216 (ЕГРОКН). Объект № 7810587024 (БД Викигида)

11 февраля 1770 года иеромонах Илларион из Александро-Невского монастыря освятил домовую церковь в новом здании; разрешение на создание церкви было дано «по причине случающихся болезненных припадков супруги» Разумовского. Священником в церкви был Иаков Славнитский.
Разумовский давал во дворце балы и маскарады, содержал штат прислуги в 260 человек, а в 1781 году продал дворец К. П. Браницкому и уехал из города (при этом бывшую в здании церковь в 1784 году упразднили). Браницкий, в свою очередь, жил в здании до 1798 года, после чего уехал из страны, и дворец купила казна за 450 000 рублей. Здание тут же было передано Воспитательному дому, для которого в 1798 году провели перепланировку внутренних помещений (архитектор А. Порто).
Парадный двор-курдонёр в 1818 году огородили новой металлической оградой по проекту Доменико Квадри, парадные ворота сохранили, но дополнили изображением пеликана, символизировавшего Воспитательный дом. В 1862 году парадный двор засадили деревьями и кустарниками. Сад, примыкающий к Воронихинскому скверу, И. Альвардт и Г. Х. Штегеман реконструировали в 1865 году.
В 1829 году Д. Квадри начал строить в здании домовую церковь; строительство после его смерти, с внесением изменений в проект, завершал П. С. Плавов, освящение прошло 24 февраля 1834 года, церкви было дано имя Покрова Пресвятой Богородицы. Интерьер был торжественным, с коринфскими колоннами и люстрой из золотистой бронзы. У здания церкви три этажа, оно соединено с главным корпусом переходом. На нижнем этаже корпуса находилась столовая, два верхних предназначались для богослужений. Использованы классические мотивы современного постройке русского церковного зодчества: треугольные фронтоны, завершающие плоскости стен, купол на барабане.

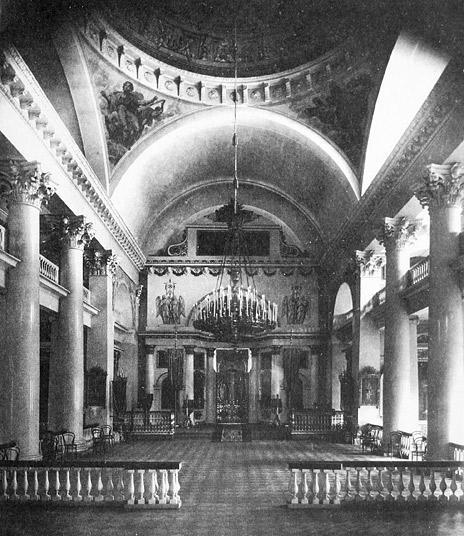
Интерьер церкви Покрова Пресвятой Богородицы Николаевского сиротского института
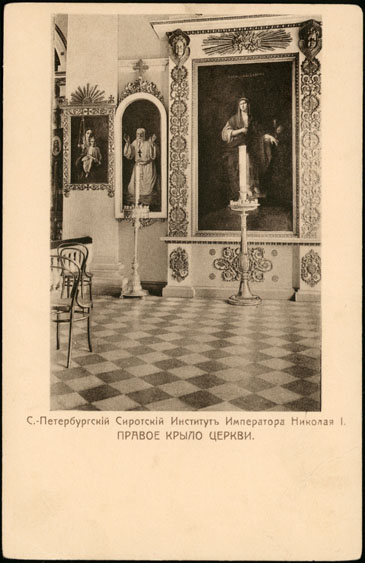
Правое крыло церкви
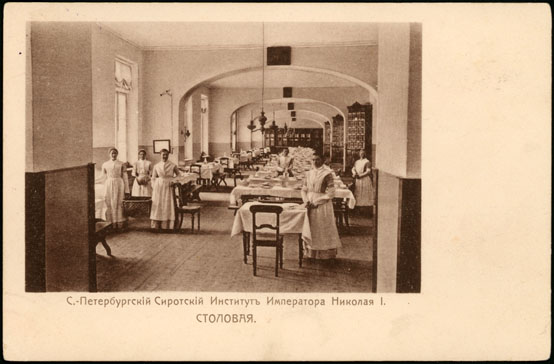
Столовая, первый этаж здания церкви

В 1831—1834 годах П. С. Плавов построил со стороны Воронихинского сквера двухэтажный Лазаретный корпус, в 1841—1844 годах он же надстроил над ним третий этаж. Слева от главного корпуса поставили Аптекарский флигель. Боковые флигеля были перестроены с изменением внешнего облика на современный в 1831—1834 годах. Фасады служебных корпусов, включая домовую церковь, оформлены характерно для общественных учреждений николаевского времени: лаконично, в стиле безордерного классицизма, на контрасте они подчёркивают красоту бывшего дворца.
В 1837 году Воспитательный дом преобразовали в Сиротский женский институт, с 1885 года — Николаевский сиротский институт. В 1903 году здесь было образовано первое российское педагогическое учреждение — Женский педагогический институт, который в 1918 году переименовали в Первый Педагогический, в дальнейшем здесь же появились другие учебные заведения, включая Второй и Третий институты; на их базе в 1922—1925 годах был создан Ленинградский государственный педагогический институт им. А. И. Герцена, в 1991 году получивший статус Университета.
В двухэтажном флигеле в Старом саду несколько лет поле революции работал приют для сирот, затем на его месте было построено здание, где располагался специализированный Дом ребёнка № 10. В начале XXI века обветшавшее здание было снесено и на его месте в саду была построена современная электроподстанция, копирующая внешний облик флигеля.
В целом внутренняя отделка дворца не сохранилась, кроме украшения парадной лестницы: падуги перекрытия обработаны лепкой с двуглавыми орлами и путти, в руках у которых — цветочные гирлянды. На ковку перил лестницы повлияло французское течение середины XVIII века, но в данном случае разделка балясин с гирляндами неуклюжа, хотя и напоминает мотивы лестниц Большого Трианона.

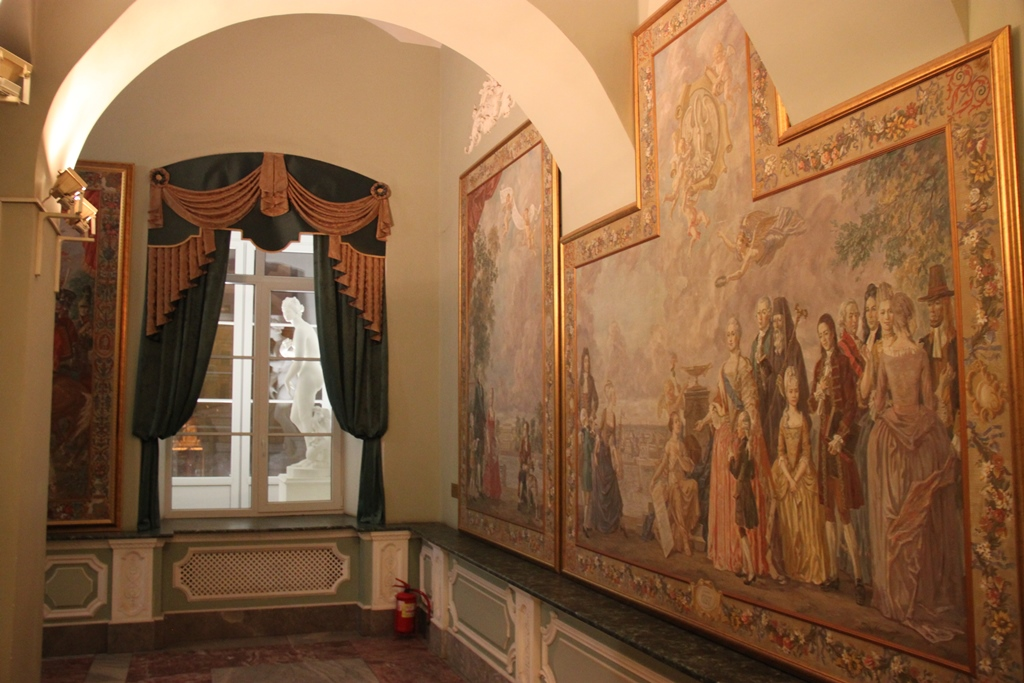
Современные (2017 год) интерьеры, Венера Медицейская
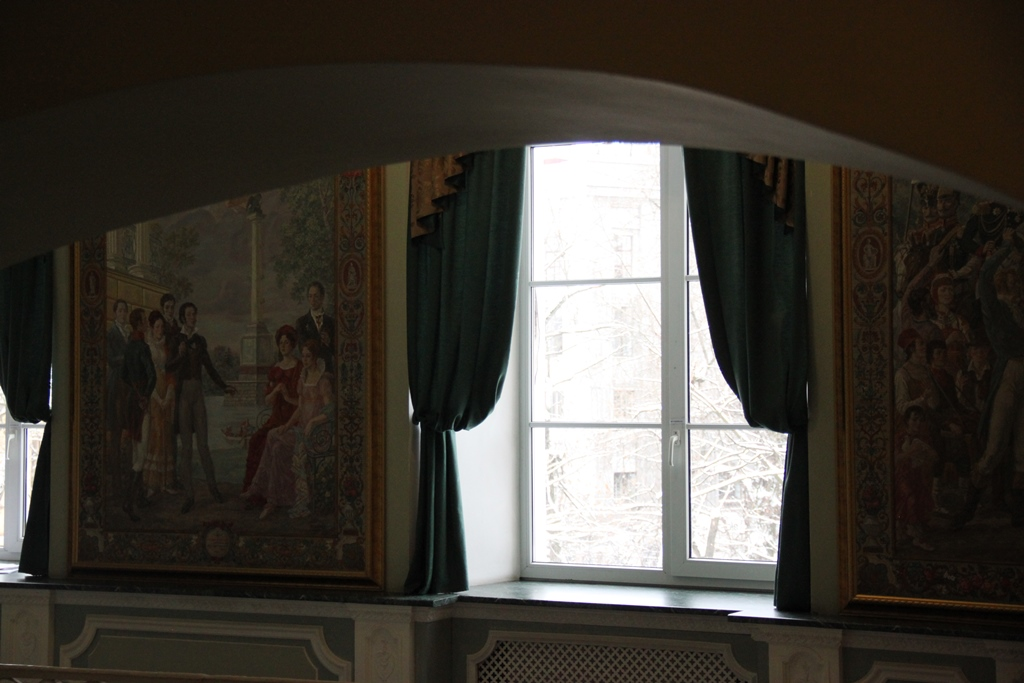
Гобелены в коридорах, современные интерьеры
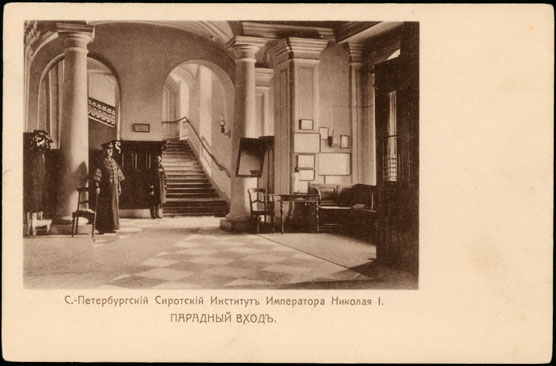
Парадная лестница, 1900-1917 годы

Перед главным входом расположен памятник К. Д. Ушинскому, установленный в 1961 году (скульптор — В. В. Лишев).

## Галерея

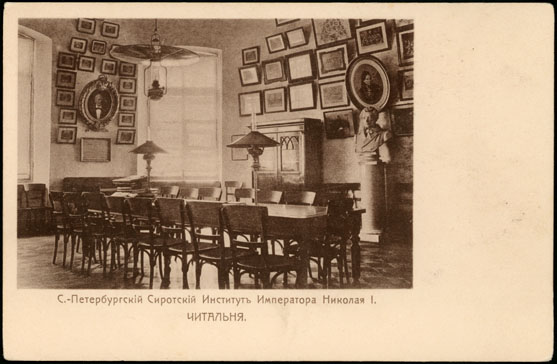
Читальня
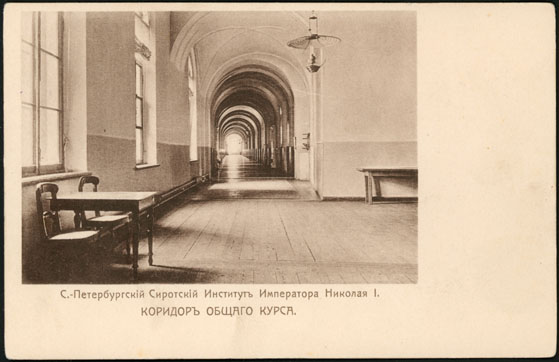
Коридор
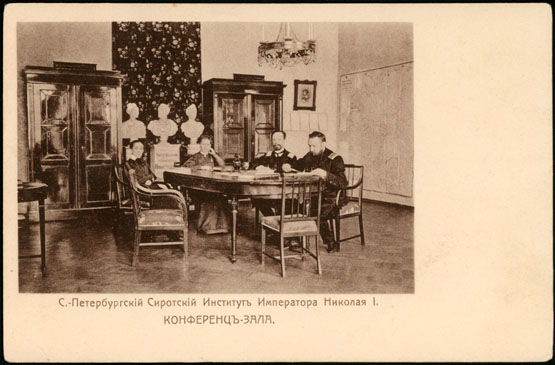
Конференц-зал
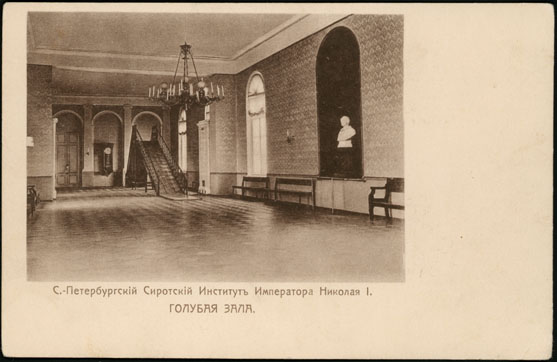
Голубой зал
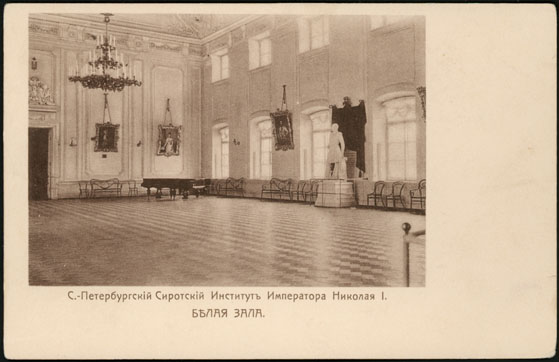
Белый зал